# 野扇花属
野扇花属（学名：Sarcococca）是黄杨科下的一个属，为常绿灌木植物。该属共有约16－20种，分布于印度。
属名Sarcococca源于希腊语sarkos（肉）和kokkos（果仁）的合成词，指果实肉质。